# Lokomotiva 735
Lokomotiva řady 735 (do roku 1988: T 466.0) byla dieselelektrická lokomotiva (dieselová lokomotiva s elektrickým přenosem výkonu) určená pro osobní i nákladní vlaky. Vyráběly ji v letech 1971–1979 Turčianske strojárne Martin. Podle použitého motoru (Pielstick 12 PA 4 – 185) se této řadě přezdívá „Pilštyk“.

## Vývoj
Lokomotivy vycházely z prototypového stroje T 465.0, ale na rozdíl od něj byly vybaveny elektrickým přenosem výkonu a parním generátorem typu PG 500 pro vytápění osobních vlaků parou. Proti lokomotivě T 465.0 postavené v jediném prototypu s hydrodynamickou převodovkou vyrobenou dle licence SRM, došlo i ke změně konstrukce zavěšení skříně lokomotivy na podvozky a ke zvýšení výkonu motoru. Prototypový stroj řady 735 byl vyroben v roce 1971 a v roce 1972 byla vyrobena první série 25 kusů. Výroba pak pokračovala až do roku 1979, kdy vypršela licence k motorům Pielstick.

## Popis
Lokomotiva je kapotová, se dvěma sníženými představky na obou stranách věžové kabiny pro strojvedoucího. Poháněna je licenčním spalovacím motorem Pielstick konstrukční řady PA4, který je spojen se stejnosměrným generátorem TD 805. Ten dodává elektřinu do trakčních elektromotorů ve dvou dvounápravových podvozcích lokomotivy. Trakční motory jsou čtyři – pro každou nápravu jeden.

## Provoz

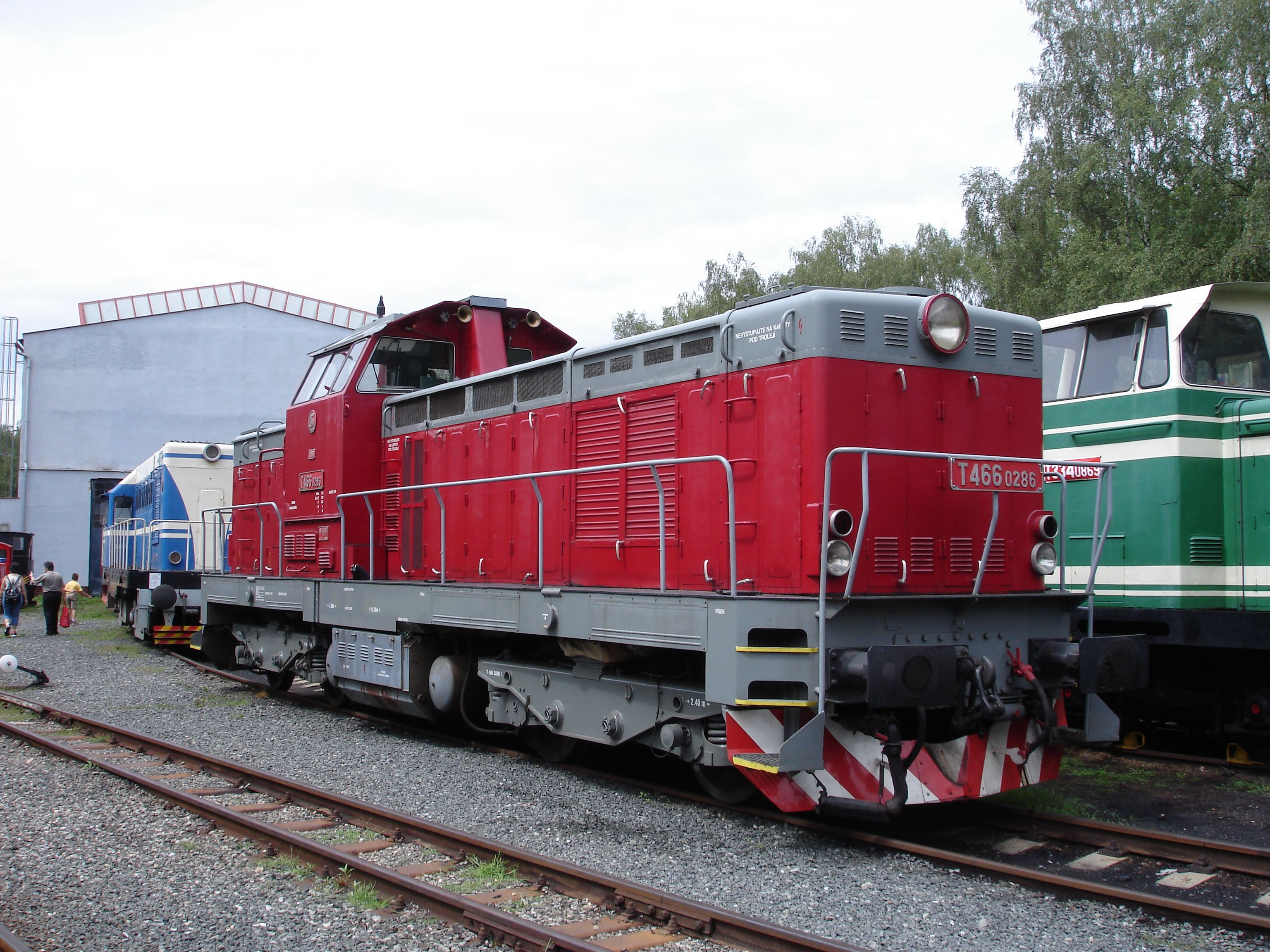
Muzejní T 466.0286 v Lužné u Rakovníka (2008)

Lokomotivy byly nasazeny na staniční posun, objevovaly se v čele nákladních vlaků, osobních vlaků i rychlíků. Byly rozšířeny po celém území bývalého Československa a jezdily po hlavních i vedlejších tratích. Období provozu však bylo poměrně krátké – k odstavování prvních lokomotiv docházelo již na konci 80. let. Důvodem byla nadbytečnost po prudkém poklesu objemu železniční dopravy po změně politického režimu v roce 1989 v bývalém Československu. Odstavování z provozu se kvůli vysokému počtu strojů protáhlo až do roku 2002. Komůrkový naftový motor měl vyšší spotřebu nafty a po roce 1989, kdy následovalo rozdělení republiky na samostatné Česko a Slovensko (1993), se nedostávalo ani náhradních dílů. Za poruchovostí motoru i vyšší spotřebou paliva stála však především náhrada v licenci nezahrnutých komponent příslušenství motoru (například vstřikovacích čerpadel a vstřikovacích trysek Bosch, pístů Mahle, turbodmychadel BBC, kompletní gumový program) za díly tuzemské výroby, které ani zdaleka neodpovídaly kvalitou a použitým materiálem originálům. Originální motory Pielstick řady PA4 totiž běžně spolehlivě sloužily (a často ještě i slouží) v lokomotivách po celém světě a to i s podstatně vyšším nastaveným výkonem.
Stroje během provozního nasazení v dílnách postupně procházely i zásadnějšími změnami s cílem zlepšit provozní vlastnosti a spolehlivost lokomotivy. Asi nejzásadnější úprava se týkala nevhodně zvoleného materiálu pístů spalovacího motoru. Původní písty z hliníkové slitiny byly vyměněny za podstatně tepelně odolnější písty ocelolitinové, která již ale špatné jméno lokomotivy v dílnách dep nezachránily. Komůrkový naftový motor používá jednootvorovou vstřikovací trysku. Pokud dojde k netěsnosti trysky – např. vlivem nečistot, karbonu ze spalin – palivo odkapává a dochází ke značnému tepelnému namáhání dna pístu ve spalovacím prostoru a následně až k jeho poškození a propálení. Mimo to má komůrkový motor obtížné „studené starty“. Motor byl sice vybaven systémem pro vstřik přídavné éterové směsi při startu studeného stroje, avšak ani tento systém, tzv. startpilot, problém za nízkých teplot zcela neodstranil. Mimo to byly rovněž problémy s chladicí soustavou motoru v horkém letním období, které ani podstatná úprava nastavení parametrů regulace chlazení zcela neodstranila. Nevhodně bylo také vyřešeno vytápění kabiny, které bylo za nízkých venkovních teplot nedostatečné. Lokomotivy byly složité pro běžně dostupnou úroveň dílenského servisu, aby byly schopné obstát v těžkém provozu vyžadovaly nadstandardní péči, které se jim ne ve všech dílnách dostávalo.
Přesto nakonec tyto stroje splnily účel, pro který byly plánovány, definitivně vytlačily z provozu poslední parní lokomotivy. Vlakovým personálem byly také, na rozdíl od správkárenského, pro vynikající výhled, dobré chodové vlastnosti a svižné rozjezdy vesměs oblíbené.

## Rekonstrukce
Po rozdělení republiky byl osud provozně drahé řady rychle zpečetěn. Nástupnické železniční správy řešily osud relativně moderních, zachovalých, ale nákladných strojů dle svých aktuálních možností a potřeb.
V Česku bylo 60 lokomotiv v 90. letech přestavěno na novou řadu 714, určenou především pro osobní vlaky, obvykle sestavené z vozů lehké stavby – pro provoz s motorovými vozy. Zvolené dvouagregátové uspořádání je ale zdrojem problémů a použité malé automobilové motory Škoda/LIAZ o podstatně menším výkonu 2× 250/300 kW jsou přetěžované, se všemi z toho plynoucími důsledky. Úspory plynoucí z plánovaného provozu při nízké zátěži pouze na jeden motor se tak nedostavily.

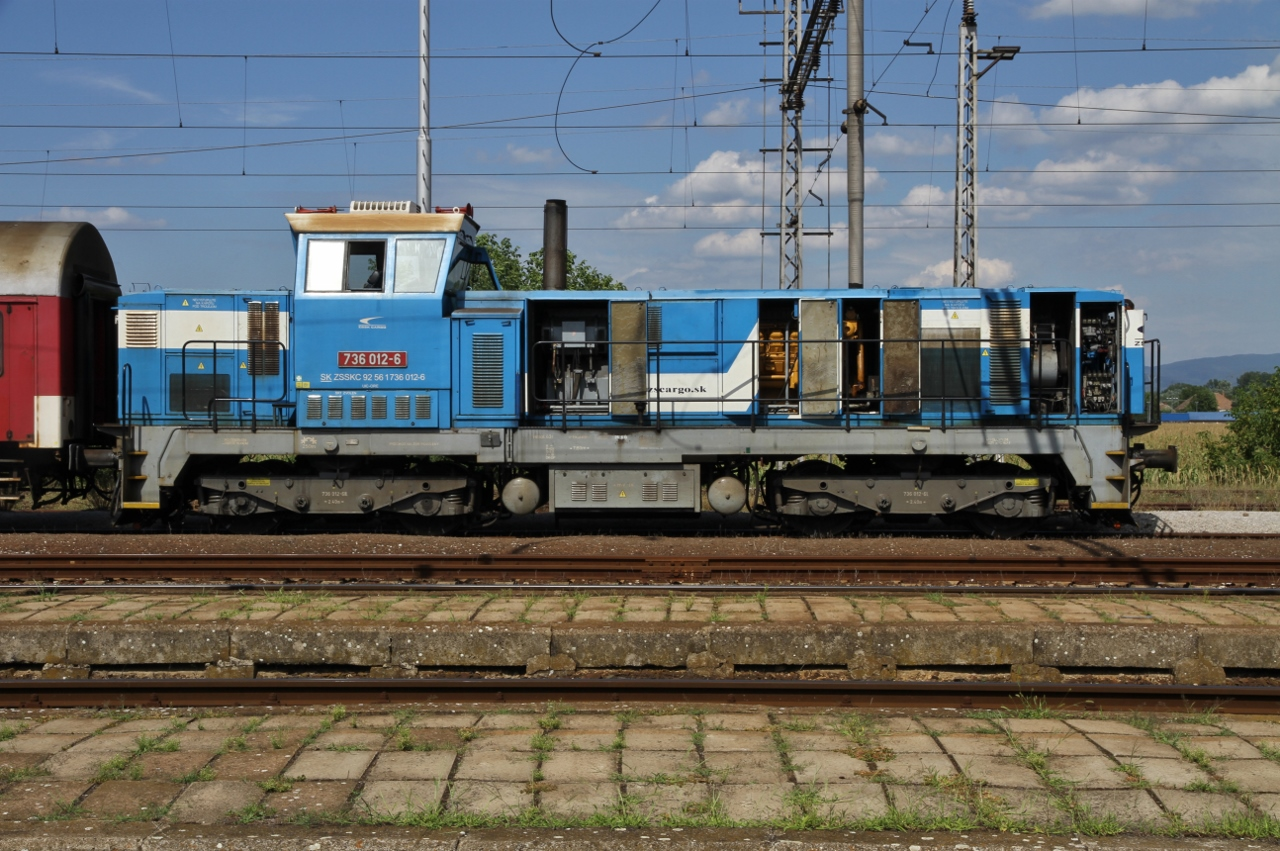
Lokomotiva 736.012-6 s motorem Caterpillar v Kalné nad Hronom

Na Slovensku byla část strojů velkoryseji přestavěna na stroje řady 736. Opět s dvojicí agregátů, ale „dospělý“ hlavní motor Caterpillar C3512 je nastaven na výkon cca 1 000 kW a druhý motor o výkonu 124 kW je pouze pomocný, od jeho instalace se navíc od 19. lokomotivy zcela upustilo. Logicky tak nebylo k dispozici ani elektrické vytápění pro osobní vlaky instalované u prvních sérií s výkonem 120 kW, využívající tento motor jako zdroj. Prototyp byl postaven v roce 1998, první sériový stroj o 4 roky později a k roku 2009 byl počet takto přestavěných strojů 29. Vznikla tak podstatně univerzálnější lokomotiva.

## Historické lokomotivy
- 735 006-9 (T 466.0006) (Jiří Kotas, Klub přátel kolejových vozidel Brno[4])
- 735 007-7 (T 466.0007) (Železniční muzeum Lužná u Rakovníka-služebna Olomouc)
- 735 057-2 (T 466.0057) (Železniční muzeum Lužná u Rakovníka-Chomutov)
- 735 175-2 (T 466.0175) (Železniční muzeum Lužná u Rakovníka)
- 735 253-7 (T 466.0253) (ŽSR – Železničné múzeum Slovenskej republiky)
- 735 254-4 (T 466.0254) (Múzejno-dokumentačné centrum)
- 735 286-7 (T 466.0286) (Železniční muzeum Lužná u Rakovníka)